# Еж, Роберт
Ро́берт Еж (словац. Róbert Jež; род. 10 июля 1981, Нитра, Чехословакия) — словацкий футболист, полузащитник.

## Карьера

### Клубная
Воспитанник клуба «Нитра» из одноимённого города, в котором начал и профессиональную карьеру в 1999 году. В составе «Нитры» провёл 26 матчей, забил 4 мяча, после чего, летом 2000 года, переехал в Чехию, в клуб «Виктория» из города Пльзень. В составе «Виктории» провёл 84 матча, в которых забил 9 мячей, после чего, в январе 2005 года, перешёл на правах аренды до конца сезона в клуб «Марила» из города Пршибрам, за который сыграл в пяти матчах.
Летом 2005 года вернулся в Словакию, в клуб «Жилина» из одноимённого города, в первом сезоне за новый клуб провёл 34 матча и забил 6 мячей в ворота соперников. В сезоне 2006/07, проведя 33 матча и забил уже 10 мячей, стал, вместе с командой, чемпионом страны и обладателем Суперкубка. В следующие 2 сезона Роберт сыграл 60 матчей, забил 12 мячей и дважды стал, вместе с командой, вице-чемпионом страны. В составе «Жилины» участвовал и забивал голы в матчах Кубка УЕФА и предварительных раундов Лиги чемпионов.
С января 2014 года выступает за польский «Гурник».

### В сборной
В составе главной национальной сборной Словакии дебютировал 16 октября 2007 года, выйдя на 68-й минуте товарищеского матча со сборной Хорватии, в котором словаки потерпели поражение со счётом 0:3.
Первый мяч забил 19 ноября 2008 года после паса Роберта Виттека на последней, 90-й минуте товарищеского матча со сборной Лихтенштейна, в котором словаки одержали победу со счётом 4:0, Еж в этой встрече вышел во 2-м тайме.

## Достижения
«Жилина»
- Чемпион Словакии: 2006/07
- Обладатель Суперкубка Словакии: 2007